# Горная (Челябинская область)
Горная  — деревня в Карталинском районе Челябинской области России. Входит в состав Великопетровского сельского поселения.

## География
Через село протекает река Нижний Тогузак. Расстояние до районного центра города Карталы 41 км.

## История
Деревня основана ранее 1954 года при ферме «Горная» совхоза «Чесменский». С 1963 года в деревне размещалось 4-е отделение совхоза «Великопетровский», ныне 4-е отделение ООО «Великопетровское».

## Население
| 2002 | 2010 |
| ---- | ---- |
| 260  | ↘202 |

## Улицы
- Железнодорожная,
- Нагорная.